# Úsobrno
Úsobrno é uma comuna checa localizada na região de Morávia do Sul, distrito de Blansko.